# Al-Hamra (As-Sukajlabijja)
Al-Hamra – wieś w Syrii, w muhafazie Hama, w dystrykcie As-Sukajlabijja. W 2004 roku liczyła 932 mieszkańców.